# Terre Neuve (Saint-Barthélemy)
Pour les articles homonymes, voir Terre Neuve.
Terre-Neuve est un quartier de Saint-Barthélemy dans les Caraïbes. Il est situé dans la partie nord-ouest de l'île entre Flamands et Corossol.